# Seznam rektorjev Univerze v Banjaluki
Seznam rektorjev Univerze v Banjaluki.

## Seznam
- Dragomir Malić (1975–1979)
- Ibrahim Tabaković (1979–1983)
- Dragica Dodig (1984–1988)
- Rajko N. Kuzmanović (1988–1992)
- Dragoljub Mirjanić (1992–2006)
- Stanko Stanić (2006–2016)
- Milan Mataruga (2016–2017)
- Radoslav Gajanin (2017–sedanjost)